# Copa de Francia de Ciclismo 2014
La Copa de Francia de Ciclismo de 2014 fue la 22.ª edición de la competición. Comenzó el 2 de febrero con el G. P. Ouverture la Marsellesa y finalizó el 5 de octubre con la celebración del Tour de Vendée. Se disputaron las mismas pruebas que la edición anterior.
Formaron parte de la competición dieciséis pruebas y al final de ellas el ganador fue Julien Simon del equipo Cofidis. Además Armindo Fonseca venció en la clasificación de los jóvenes, mientras que por equipos ganó la Bretagne-Séché Environnement.

## Sistema de puntos

### Clasificación individual
| Posición | 1  | 2  | 3  | 4  | 5  | 6  | 7  | 8  | 9  | 10 | 11 | 12 | 13 | 14 | 15 |
| Puntos   | 50 | 35 | 25 | 20 | 18 | 16 | 14 | 12 | 10 | 8  | 6  | 5  | 3  | 3  | 3  |

### Clasificación por equipos
| Posición | 1  | 2 | 3 | 4 | 5 | 6 | 7 | 8 | 9 |
| Puntos   | 12 | 9 | 8 | 7 | 6 | 5 | 4 | 3 | 2 |

## Resultados
| Fecha            | Carrera                             | Ganador            | Equipo del ganador           | Líder de la clasificación individual | Líder de la clasificación por equipos |
| 2 de febrero     | Gran Premio Ouverture la Marsellesa | Kenneth Vanbilsen  | Topsport Vlaanderen-Baloise  | Baptiste Planckaert                  | Roubaix Lille Métropole               |
| 22 de marzo      | Clásica de Loire-Atlantique         | Alexis Gougeard    | Ag2r La Mondiale             | Alexis Gougeard                      | Ag2r La Mondiale                      |
| 23 de marzo      | Gran Premio Cholet-Pays de Loire    | Tom Van Asbroeck   | Topsport Vlaanderen-Baloise  | Alexis Gougeard                      | Ag2r La Mondiale                      |
| 4 de abril       | Route Adélie                        | Bryan Coquard      | Europcar                     | Julien Simon                         | Ag2r La Mondiale                      |
| 15 avril         | París-Camembert                     | Bryan Coquard      | Europcar                     | Bryan Coquard                        | Ag2r La Mondiale                      |
| 17 de abril      | Gran Premio de Denain               | Nacer Bouhanni     | FDJ.fr                       | Bryan Coquard                        | Ag2r La Mondiale                      |
| 19 de abril      | Tour de Finisterre                  | Antoine Demoitié   | Wallonie-Bruxelles           | Julien Simon                         | Bretagne-Séché Environnement          |
| 20 de abril      | Tro Bro Leon                        | Adrien Petit       | Cofidis                      | Julien Simon                         | Bretagne-Séché Environnement          |
| 4 de mayo        | Gran Premio de la Somme             | Yauheni Hutarovich | Ag2r La Mondiale             | Julien Simon                         | Bretagne-Séché Environnement          |
| 31 de mayo       | Gran Premio de Plumelec-Morbihan    | Julien Simon       | Cofidis                      | Julien Simon                         | Bretagne-Séché Environnement          |
| 1 de junio       | Boucles de l'Aulne                  | Alexis Gougeard    | Ag2r La Mondiale             | Julien Simon                         | Bretagne-Séché Environnement          |
| 3 de agosto      | Polynormande                        | Jan Ghyselinck     | Wanty-Groupe Gobert          | Julien Simon                         | Bretagne-Séché Environnement          |
| 24 de agosto     | Châteauroux Classic de l'Indre      | Iljo Keisse        | Omega Pharma-Quick Step      | Julien Simon                         | Bretagne-Séché Environnement          |
| 14 de septiembre | Tour de Doubs                       | Rein Taaramäe      | Cofidis                      | Julien Simon                         | Bretagne-Séché Environnement          |
| 21 de septiembre | Gran Premio de Isbergues            | Arnaud Démare      | FDJ.fr                       | Julien Simon                         | Bretagne-Séché Environnement          |
| 5 de octubre     | Tour de Vendée                      | Armindo Fonseca    | Bretagne-Séché Environnement | Julien Simon                         | Bretagne-Séché Environnement          |

## Clasificaciones

### Individual
| Posición | Ciclista            | Equipo                       | Puntos |
| -------- | ------------------- | ---------------------------- | ------ |
| 1        | Julien Simon        | Cofidis                      | 194    |
| 2        | Samuel Dumoulin     | Ag2r La Mondiale             | 121    |
| 3        | Yauheni Hutarovich  | Ag2r La Mondiale             | 118    |
| 4        | Armindo Fonseca     | Bretagne-Séché Environnement | 106    |
| 5        | Alexis Gougeard     | Ag2r La Mondiale             | 100    |
| 6        | Bryan Coquard       | Team Europcar                | 100    |
| 7        | Baptiste Planckaert | Roubaix Lille Métropole      | 62     |
| 8        | Benoît Jarrier      | Bretagne-Séché Environnement | 61     |
| 9        | Laurent Pichon      | FDJ.fr                       | 60     |
| 10       | Rémy Di Gregorio    | Team La Pomme Marseille 13   | 53     |

### Jóvenes
| Posición | Ciclista            | Equipo                       | Puntos |
| -------- | ------------------- | ---------------------------- | ------ |
| 1        | Armindo Fonseca     | Bretagne-Séché Environnement | 106    |
| 2        | Alexis Gougeard     | Ag2r La Mondiale             | 100    |
| 3        | Bryan Coquard       | Europcar                     | 100    |
| 4        | Benoît Jarrier      | Bretagne-Séché Environnement | 61     |
| 5        | Adrien Petit        | Cofidis                      | 50     |
| 6        | Arnaud Démare       | FDJ.fr                       | 50     |
| 7        | Nacer Bouhanni      | FDJ.fr                       | 50     |
| 8        | Flavien Dassonville | BigMat-Auber 93              | 47     |
| 9        | Quentin Jauregui    | Roubaix Lille Métropole      | 44     |
| 10       | Olivier Le Gac      | FDJ.fr                       | 35     |

### Equipos
| Posición | Equipo                       | Puntos |
| -------- | ---------------------------- | ------ |
| 1        | Bretagne-Séché Environnement | 141    |
| 2        | Ag2r La Mondiale             | 125    |
| 3        | Roubaix-Lille Métropole      | 116    |
| 4        | Cofidis                      | 111    |
| 5        | FDJ.fr                       | 102    |
| 6        | Europcar                     | 99     |
| 7        | La Pomme Marseille 13        | 86     |
| 8        | BigMat-Auber 93              | 74     |